# 田浦有夏
田浦 有夏（たうら ゆか、1988年8月2日 - ）は、日本の大食いタレント、グルメリポーター、モデル。兵庫県出身。
17歳のときにモデルの仕事を始め、23歳の時に上京。Jリーグを応援するアイドルユニット「ウイニングガールズ」のメンバーになるが、体調不良を理由に13年3月に脱退した。その後はラウンドガールとしても活動。

## 人物
- 特技は大食い、空手、お菓子作り。
- ラウンドガールをしている理由は、大食いしても人に見せられる体でいたいから。ラウンドガールの仕事がある時には、前日の夜から何も食べない[2]。

## 出演

### テレビ番組
- 元祖!大食い王決定戦（テレビ東京）
  - 爆食ニューヒロイン誕生戦〜ハワイ編（2014年3月30日） - 大阪代表
  - 新爆食女王襲名戦〜フィリピン・セブ島編（2015年3月29日） - 名古屋代表
- 大阪ほんわかテレビ（読売テレビ）
  - 「昼ごはんでっせぇ」のコーナー（2014年10月19日）
  - 「ウィークエンドでっせ〜」のコーナー（2015年4月12日）
  - 「関西マル得ランキング耳よりでっせ〜」のコーナー（2016年10月14日）
- お笑いワイドショー マルコポロリ!（関西テレビ）
  - 「大食い界のネクストジェネレーションを探せ！」のコーナー（2014年10月26日）
  - 10周年3時間生SP（2016年4月10日） - 大食いポロリ駅伝メンバーとして出演
- 真実解明バラエティー!トリックハンター 突撃リサーチ！最安値ハンターSP（2015年7月8日、日本テレビ）
- BULL ROCK.TV〜花らふるグルメ〜（2015年9月3日・24日、2016年6月2日・9日、サンテレビ） - 「田浦有夏の花らふるグルメ たらちゃんの食べたらんねん♪」のコーナー
- 世界ルーツ探検隊（2017年6月26日、テレビ朝日） - バウムクーヘンのルーツ
- 真実解明バラエティー!トリックハンター（日本テレビ）
- 雨上がりの「Aさんの話」〜事情通に聞きました!〜（2018年10月23日、朝日放送テレビ）
- 痛快TV スカッとジャパン（フジテレビ） - 第158回（02月25日放送[いつ?] 《なかなかやるじゃねぇかスカッと》「器の小さいラーメン店主」）

### ラジオ
- FM OSAKA DJ

### CM
- ラカント カロリーゼロ飴

### コンテスト
- 29代ミスひまわり
- 23年度愛染娘 準ミス
- 初代大阪舞洲ゆり娘

### モデル
- ジャンボカラオケ広場 広告モデル・ポスターモデル
- 関西ウォーカー 広告モデル
- H.I.S パンフレットモデル
- 全日空ホテル ブライダルモデル
- ファットリムーバージェル ヘルゲルオン ダイエットモデル[3]